# Relaciones Noruega-Venezuela
Las relaciones Noruega-Venezuela se refieren a las relaciones internacionales que existen entre Noruega y Venezuela.

## Historia
El 22 de marzo de 1841 se firmó un Tratado de Amistad, Comercio y Navegación entre el Unión entre Suecia y Noruega y Venezuela.

### SigloXXI
Noruega se adhirió a la declaración del Alto representante de la Unión Europea para Asuntos Exteriores de 2019 que sostiene que las elecciones presidenciales de Venezuela de 2018 no fueron "ni justas ni libres", que sus resultados carecían de legitimidad porque el proceso electoral no aseguraba las garantías necesarias para "elecciones inclusivas y democráticas" y "lamentaba profundamente" que el llamado de la Unión Europea para nuevas elecciones en concordancia con "estándares democráticos reconocidos internacionalmente y el orden constitucional venezolano" fueran ignorados. La declaración también le pidió a Nicolás Maduro "reconocer y respetar" el rol y de la independencia de la Asamblea Nacional como una institución electa democráticamente y la liberación de todos los presos políticos.
En 2019, durante la crisis presidencial de Venezuela, Noruega expresó su apoyo por Juan Guaidó como líder electo y legítimo de la Asamblea Nacional, pero no lo reconoció como presidente de Venezuela, y la ministra de relaciones exteriores noruega, Ine Eriksen Søreide, optó por apoyar el "diálogo" entre Guaidó, Maduro y sus respectivos seguidores.
Tras el levantamiento contra Nicolás Maduro impulsado por Juan Guaidó el 30 de abril el 15 de mayo el presidente Maduro anunció a través de la televisión estatal que el ministro de comunicación Jorge Rodríguez estaba «completando una misión muy importante» en el extranjero. Medios de comunicación reportaron con base en diferentes fuentes que se estaba iniciando un diálogo de paz en Noruega, y un día después Juan Guaidó informó que tenía «enviados» en Noruega para abonar las bases de un nuevo diálogo entre el chavismo y la oposición, pero que la oposición no se prestaría para «falsas negociaciones».
Las delegaciones negociadoras estuvieron formadas en representación del gobierno por el ministro de Comunicación Jorge Rodríguez y el gobernador del estado Miranda Héctor Rodríguez y por parte opositora viajaron el vicepresidente de la Asamblea Nacional Stalin González, acompañado de los asesores políticos Gerardo Blyde y Fernando Martínez. El 17 de mayo Nicolás Maduro anunció el inicio de un nuevo proceso de diálogo con la oposición de su país y con la mediación de representantes de Noruega. Asegurando durante un acto en el que condecoró a militares en el estado de Aragua que existían «buenas noticias» del proceso exploratorio iniciado en Noruega entre su gobierno y la oposición para entablar una mesa de negociaciones que construya «acuerdos de paz entre las partes». Stalin González calificó como una «fase exploratoria» el acercamiento entre el régimen y la oposición venezolana junto al Grupo de Contacto en Noruega y señaló que no hubo reuniones directas entre ambas delegaciones. Debido a la muerte del capitán de corbeta Rafael Acosta Arévalo durante su encarcelamiento, la delegación de Juan Guaidó en las negociaciones suspendió su viaje a la tercera ronda de conversaciones. En julio las negociaciones entre representantes de Maduro y de Guaidó continuaron Barbados.